# Psilophrys
Psilophrys är ett släkte av steklar. Psilophrys ingår i familjen sköldlussteklar.
Kladogram enligt Catalogue of Life:
| Psilophrys | \| \| Psilophrys brachycornis \| \| \| \| \| \| Psilophrys ghilarovi \| \| \| \| \| \| Psilophrys parvulus \| \| \| \| \| \| Psilophrys tenuicornis \| \| \| \| |
|            | \| \| Psilophrys brachycornis \| \| \| \| \| \| Psilophrys ghilarovi \| \| \| \| \| \| Psilophrys parvulus \| \| \| \| \| \| Psilophrys tenuicornis \| \| \| \| |
|            | Psilophrys brachycornis |
|            | |
|            | Psilophrys ghilarovi |
|            | |
|            | Psilophrys parvulus |
|            | |
|            | Psilophrys tenuicornis |
|            | |